# Кий Марсело
Кий Марсело (на английски: Kee Marcello) е артистичен псевдоним на шведския рок музикант и китарист Шел Хилдинг Льовбом (на шведски Kjell Hilding Lövbom).

## Биография
Роден е на 20 февруари 1960 г. в град Лудвика, Швеция. В периода 1986 – 1992 г. е китарист на шведската рок група „Юръп“.